# Adelaide Filleul, Marquesa de Souza-Botelho
Adélaïde-Marie-Émilie Filleul (a veces Émilie-Adélaïde) Marquesa de Souza-Botelho ( luego Adélaïde de Souza), designada como Madame de Flahault, luego Madame de Souza (14 de mayo de 1761-19 de abril de 1836) fue una escritora francesa.

## Biografía
Nació en París.
Su madre, Marie Irène Cathérine de Buisson, era hija del Señor de Longpré, localidad cercana a Falaise, y casada con el burgués de aquella ciudad Filleul. Se informa, aunque ninguna prueba es próxima, que Mme. Filleul fue amante de Luis XV y muchos genealogistas reales le dan como padre de sus hijas, a pesar de que nunca las reconoció. Su marido devino secretario del rey, y Mme. Filleul hizo muchos amigos, entre ellos Jean-François Marmontel. Su hija mayor, Marie Françoise Julie Filleul (Château de Longpré, 1751-París, 1822) fue casada en el Château de Menars en 1767, con Abel François Poisson, marqués de Vandières y de Marigny (1727–1781) hermano de Madame de Pompadour; Adélaïde-Émilie se casó el 30 de enero de 1779 con Alexandre Sébastien de Flahaut de La Billarderie, conde de Flahaut de La Billarderie, un soldado de cierta reputación, que era mucho mayor que ella.
En París, la condesa de Flahaut pronto reunió a su alrededor un salón, en el que la figura principal era Charles Maurice de Talleyrand. Hay muchas alusiones a su relación en el diario de Gouverneur Morris, quién era otro de sus amantes. En 1785 nació su hijo Carlos José, conde de Flahaut, generalmente reconocido como hijo de Talleyrand. Mme de Flahaut huyó de París en 1792 y se unió a la sociedad de émigrés en Mickleham, Surrey, descrita en sus Memorias por Mme. d'Arblay'. Su marido quedó en Boulogne-sur-Mer, donde fue arrestado el 29 de enero de 1793 y guillotinado. Mme. de Flahaut se mantenía a sí misma escribiendo novelas, de las cuales la primera, Adèle de Sénanges (Londres, 1794), en parte autobiográfica, fue la más famosa.
Se casó con su segundo marido, José María de Souza, también aristócrata viudo y embajador portugués en París, el 17 de octubre de 1802. Mme. de Souza perdió su influencia social después de la caída del Primer Imperio, y la abandonaron incluso Talleyrand, a pesar de continuar como protector de Carlos de Flahaut. Su marido falleció en 1825, y después del ascenso al trono de Luis Felipe vivió retirada hasta su muerte. Estaba muy unida a su nieto, Carlos, duque de Morny, el hijo natural de su hijo con Hortensia de Beauharnais. Entre sus novelas más tardías están La Comtesse de Fargy (1822) y La Duchesse de Guise (1831). Sus trabajos completos se publicaron entre 1811 y 1822.

### Novelas
- Adèle de Senange, ou Lettres de Lord Sydenham, Londres, 1794, 2 v. Genève, Slatkine Reprints, 1995

- Émilie et Alphonse ou le Danger de se livrer à ses premières impressions, Hambourg, P. F. Fauche ; Paris, Charles Pougens, 1799

- Charles et Marie, 1802

- Eugène de Rothelin, Londres, Dulan, 1808

- Eugénie de Revel : souvenirs des dernières années du dix-huitième siècle, Lille, L. Lefort, 1853

- Eugénie et Mathilde, ou, Mémoires de la famille du comte de Revel, Paris, F. Schoell, 1811

- La Comtesse de Fargy, Paris, Alexis Eymery, 1823

- La Duchesse de Guise, ou intérieur d’une famille illustre dans le temps de la Ligue ; drame en trois actes, Paris, C. Gosselin, 1832

- La Pensionnaire mariée, comédie-vaudeville en un acte [S.l.s.n.], 1835

- Mademoiselle de Tournon, Paris, Firmin Didot, 1820

- Œuvres complètes de Madame de Souza, Paris, Garnier, 1865